# Brachyplatystoma capapretum
Espèce
Brachyplatystoma capapretum est une espèce de poissons-chats de la famille des Pimelodidae originaire des bassins versants du Brésil et du Pérou,.

## Répartition
Il s'agit d'une espèce très répandue que l'on trouve dans les grands fleuves et lacs affluents, y compris le fleuve Amazone de Belém, au Brésil, jusqu'à au moins Iquitos, au Pérou, à travers Trombetas, Madeira, Negro, Manacapuru, Purus, Tefé, Juruá, Jutaí, et Içá.

## Description
Il atteint une longueur de 101 cm. Les adultes présentent des contrastes étranges avec un dos grisâtre foncé et un ventre blanc uni à crème sombre. La nageoire caudale est modérément à superficiellement fourchue. Les juvéniles ont de grandes taches marron foncé ou grises centrées au-dessus de la ligne latérale,.
Il est exclusivement piscivore.

## Systématique
Le nom valide complet (avec auteur) de ce taxon est Brachyplatystoma capapretum Lundberg & Akama, 2005.